# Албания на Европейских играх 2015
Албания на I Европейских играх, была представлена 28 спортсменами в 9 видах спорта.. Знаменосцем команды был Ада Демнери.

## Результаты

### Бокс
| \| Имя \| Дисциплина \| Этап соревнований \| Место \| \| ----------------- \| ---------- \| ----------------- \| ----- \| \| Рексхильдо Зенели \| до 60 кг \| 1/32 Финала \| \| \| Албан Бекери \| до 69 кг \| 1/32 Финала \| \| |            |                   |       |
| Имя | Дисциплина | Этап соревнований | Место |
| Рексхильдо Зенели | до 60 кг   | 1/32 Финала       |       |
| Албан Бекери | до 69 кг   | 1/32 Финала       |       |

### Дзюдо
| \| Имя \| Дисциплина \| Этап соревнований \| Место \| \| -------------- \| ---------- \| ------------------------ \| ----- \| \| Игли Рамосакай \| до 73 кг \| 1-й предварительный этап \| \| |            |                          |       |
| Имя | Дисциплина | Этап соревнований        | Место |
| Игли Рамосакай | до 73 кг   | 1-й предварительный этап |       |

### Карате
Соревнования по карате проходили в Бакинском кристальном зале. В каждой весовой категории принимали участие по 8 спортсменов, разделённых на 2 группы. Из каждой группы в полуфинал выходили по 2 спортсмена, которые по системе плей-офф разыгрывали медали Европейских игр.
Мужчины
| Соревнование | Спортсмены    | Групповой этап           | Групповой этап                   | Групповой этап                 | Место | 1/2 финала            | Финал                 | Итоговое место        |
| Соревнование | Спортсмены    | 1 поединок               | 2 поединок                       | 3 поединок                     | Место | 1/2 финала            | Финал                 | Итоговое место        |
| ------------ | ------------- | ------------------------ | -------------------------------- | ------------------------------ | ----- | --------------------- | --------------------- | --------------------- |
| До 60 кг     | Халил Маркеши | Группа A                 | Группа A                         | Группа A                       | 4     | Завершила выступление | Завершила выступление | Завершила выступление |
| До 60 кг     | Халил Маркеши | Лука Мареска (ITA) П 0:8 | Матиас Гомес Гарсия (ESP) П 0:10 | Фирдовси Фарзалиев (AZE) П 0:6 | 4     | Завершила выступление | Завершила выступление | Завершила выступление |

### Лёгкая атлетика
| \| Имя \| Дисциплина \| Этап соревнований \| Результат \| Место \| \| ---------------------------------------------------- \| ----------------- \| ----------------- \| ------------- \| ----- \| \| Ана Бурда \| Прыжок в длину \| \| 5,10 \| 12 \| \| Луиза Гега \| 800 м \| \| 02:2,36 мин. \| 2 \| \| Луиза Гега \| 1500 м \| \| 04:11,58 мин. \| 1 \| \| Бруджильда Кьосья \| 400 м \| \| 1:01,07 мин. \| 11 \| \| Бруджильда Кьосья \| 400 м с барьерами \| \| 1:01,07 мин. \| 12 \| \| Мария Стило \| 100 м \| \| 12,55 с \| 9 \| \| Ивета Уршини \| 200 м \| \| 25,89 с \| 11 \| \| Ана Бурда Бруджильда Кьосья Мария Стило Ивета Уршини \| 4 × 100 м \| \| дискв. \| \| |                   |                   |               |       |
| Имя | Дисциплина        | Этап соревнований | Результат     | Место |
| Ана Бурда | Прыжок в длину    |                   | 5,10          | 12    |
| Луиза Гега | 800 м             |                   | 02:2,36 мин.  | 2     |
| Луиза Гега | 1500 м            |                   | 04:11,58 мин. | 1     |
| Бруджильда Кьосья | 400 м             |                   | 1:01,07 мин.  | 11    |
| Бруджильда Кьосья | 400 м с барьерами |                   | 1:01,07 мин.  | 12    |
| Мария Стило | 100 м             |                   | 12,55 с       | 9     |
| Ивета Уршини | 200 м             |                   | 25,89 с       | 11    |
| Ана Бурда Бруджильда Кьосья Мария Стило Ивета Уршини | 4 × 100 м         |                   | дискв.        |       |